# Stenoleptura rufoanticus
Stenoleptura rufoanticus là một loài bọ cánh cứng trong họ Cerambycidae.